# Természetismereti bemutatóhely
Természetismereti bemutatóhely a természeti vagy kulturális örökség egy-egy szeletének részletes bemutatására szolgáló ökoturisztikai létesítmény. A természetismereti bemutatóhely szabad térben és épített környezetben egyaránt elhelyezkedhet.

## A természetismeret bemutatóhely célja
- a természeti és kulturális értékek komplex vagy tematikus bemutatása
- ismeretterjesztés
- szemléletformálás
- környezettudatosságra való nevelés

## A természetismereti bemutatóhelyek csoportosítása tematikájuk szerint
- földtani-geológiai bemutatóhelyek (pl. látogatható barlangok, felhagyott bányák, kőfejtők, földtani alapszelvények)
- természetvédelmi bemutatóhelyek (pl. majorok, Natura 2000 bemutatóhelyek)
- halászati bemutatóhelyek
- szobrászati bemutatóhelyek

## A természetismereti bemutatóhelyek csoportosítása típusuk szerint
- múzeumok
- tájházak
- majorok
- tematikus kiállítások
- geológiai bemutatóhelyek
- barlangi bemutatóhelyek